# Капустинці (Білоцерківський район)
Капу́стинці — село в Україні, у Володарській селищній громаді Білоцерківського району Київської області. Розташоване на обох берегах річки Злодіївка (притока Росі) за 32 км на захід від селища Володарка. Населення становить 307 осіб (станом на 1 січня 2021 р.).

## Географія
| Клімат Капустинців      | Клімат Капустинців | Клімат Капустинців | Клімат Капустинців | Клімат Капустинців | Клімат Капустинців | Клімат Капустинців | Клімат Капустинців | Клімат Капустинців | Клімат Капустинців | Клімат Капустинців | Клімат Капустинців | Клімат Капустинців | Клімат Капустинців |
| Показник                | Січ.               | Лют.               | Бер.               | Квіт.              | Трав.              | Черв.              | Лип.               | Серп.              | Вер.               | Жовт.              | Лист.              | Груд.              | Рік                |
| Середній максимум, °C   | −2,6               | −1,2               | 3,9                | 13,2               | 19,8               | 23,2               | 24,4               | 23,8               | 18,9               | 12,1               | 4,6                | 0,2                | 11,7               |
| Середня температура, °C | −5,6               | −4,3               | 0,3                | 8,4                | 14,5               | 17,9               | 19,1               | 18,3               | 13,7               | 7,9                | 1,9                | −2,3               | 7,5                |
| Середній мінімум, °C    | −8,5               | −7,4               | −3,2               | 3,7                | 9,3                | 12,6               | 13,8               | 12,9               | 8,6                | 3,7                | −0,7               | −4,7               | 3,3                |
| Норма опадів, мм        | 42                 | 38                 | 33                 | 48                 | 58                 | 82                 | 91                 | 62                 | 50                 | 35                 | 43                 | 44                 | 626                |
| ----------------------- | ------------------ | ------------------ | ------------------ | ------------------ | ------------------ | ------------------ | ------------------ | ------------------ | ------------------ | ------------------ | ------------------ | ------------------ | ------------------ |
| Джерело:                |                    |                    |                    |                    |                    |                    |                    |                    |                    |                    |                    |                    |                    |

## Історія
За переказами, засновником села був козак Капуста, звідси і походить назва села. Під час Визвольної війни 1648—1657 рр. селяни залишили село і перебралися за Дніпро, а після 1654 року повернулись до рідного села.
З 2000 року у селі діє приватна елітно-насіннєва агрофірма. У селі збудовано нову школу, дитсадок та 6 житлових будинків. Діють бібліотека, пошта.

## Населення
Станом на 1989 рік у селі проживало 575 осіб, серед них — 259 чоловіків і 316 жінок.
За даними перепису населення 2001 року в селі проживала 469 осіб. Рідною мовою назвали:
| Мова       | Кількість осіб | Відсоток |
| ---------- | -------------- | -------- |
| українська | 465            | 99,15 %  |
| російська  | 3              | 0,64 %   |
| інші       | 1              | 0,21 %   |

## Пам'ятки
- Пам'ятник воїнам-односельцям[d], які загинули в роки Великої Вітчизняної війни;

## Галерея

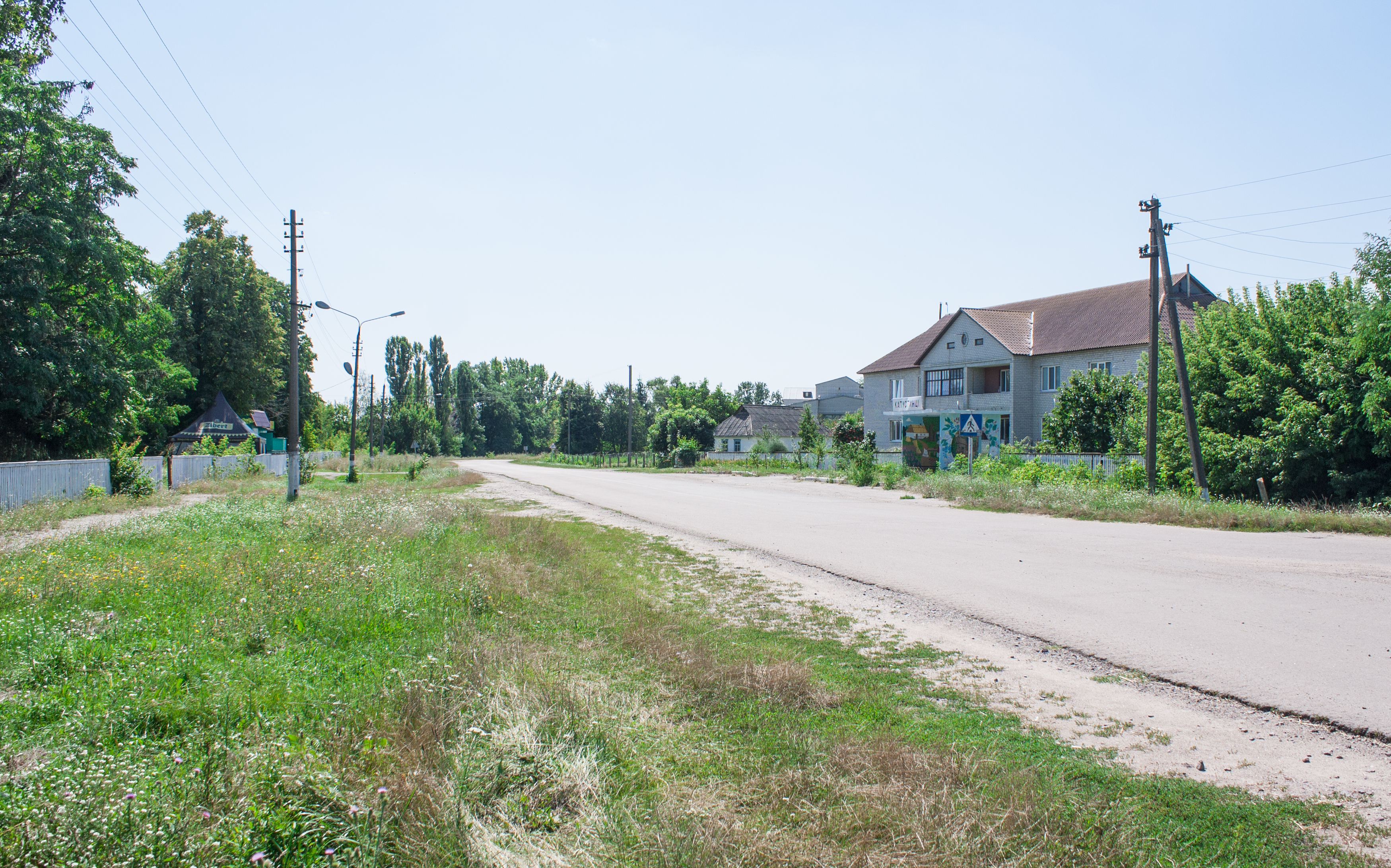
Центр села
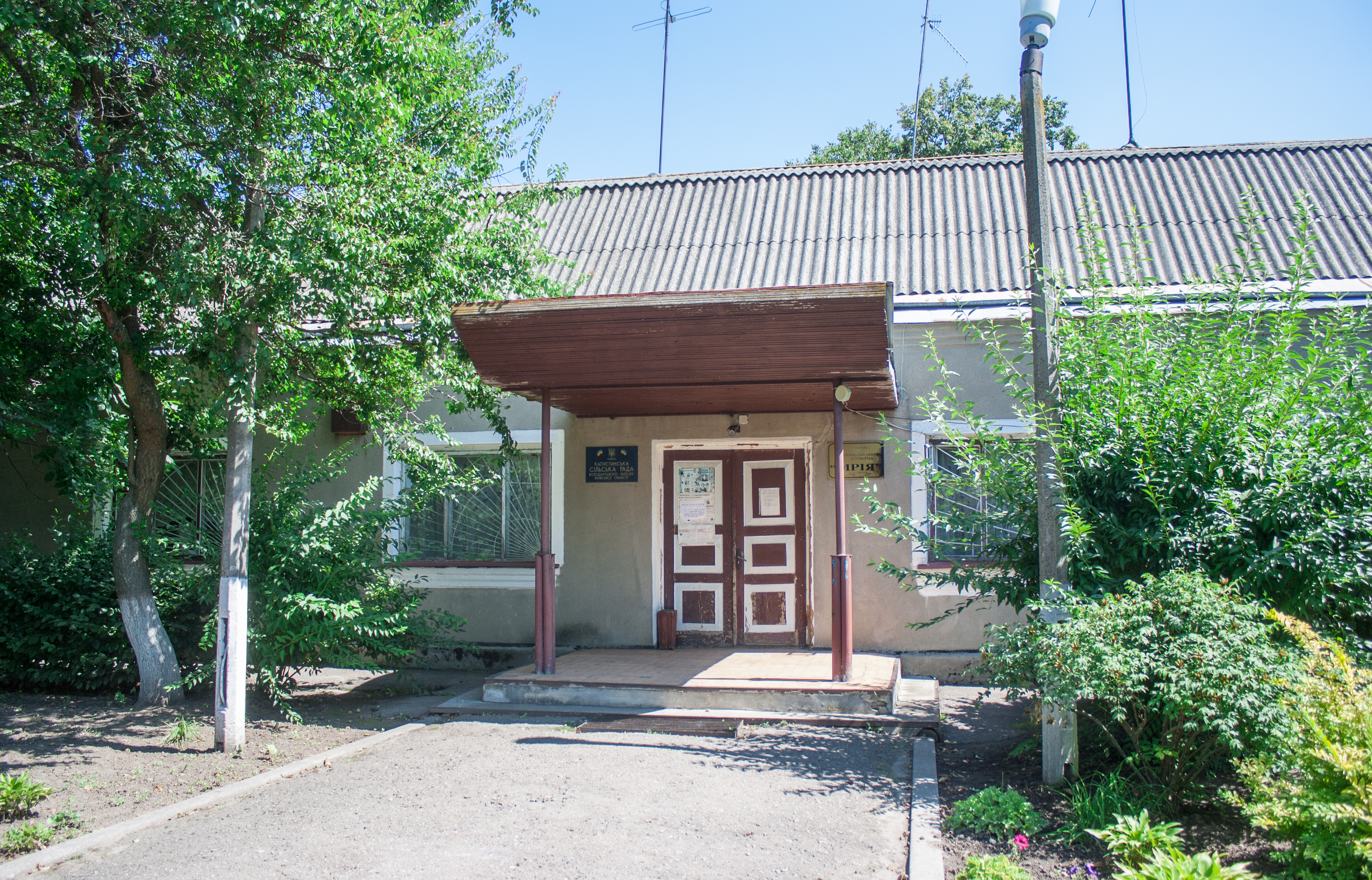
Сільська рада
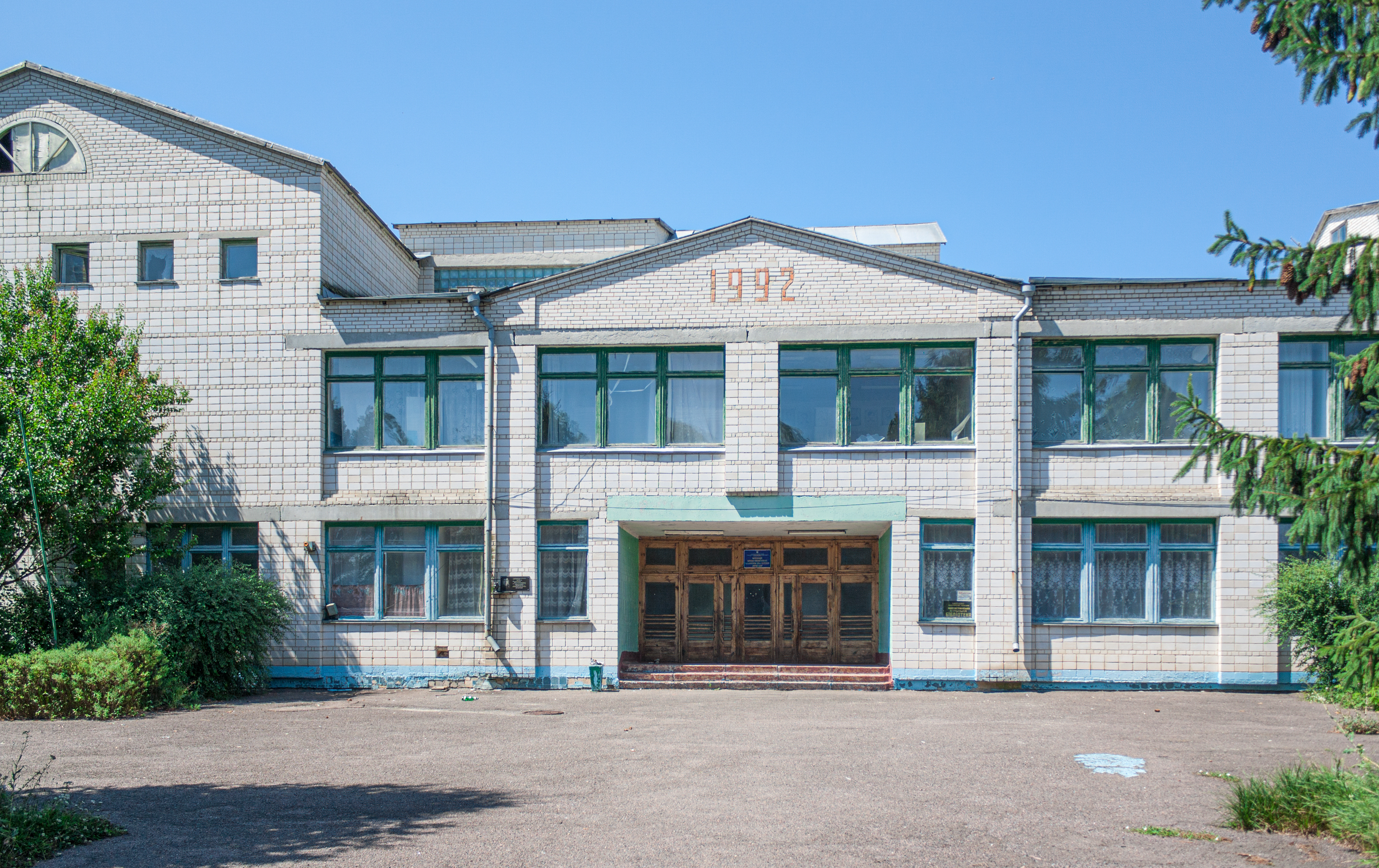
Школа
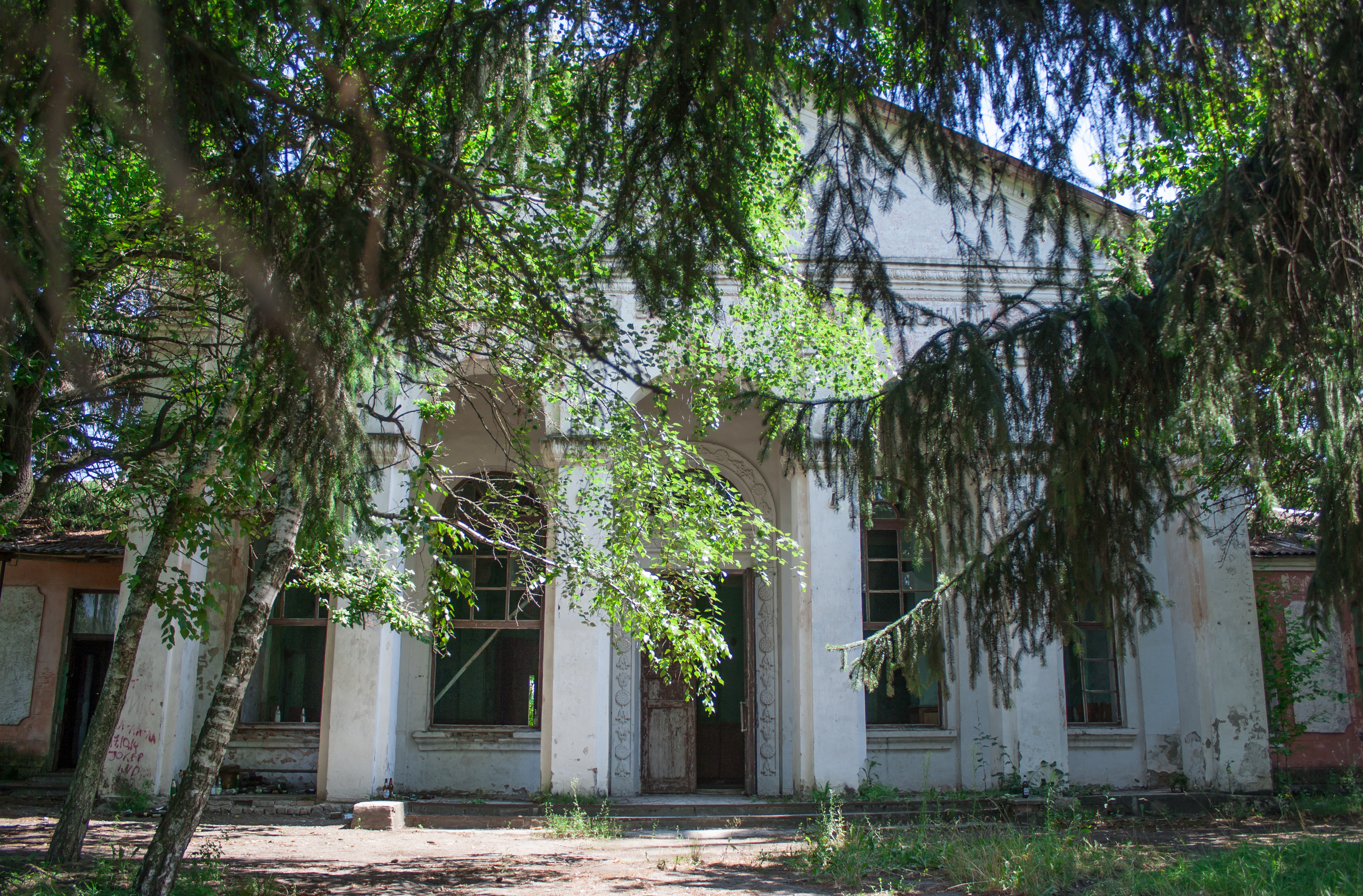
Будинок культури
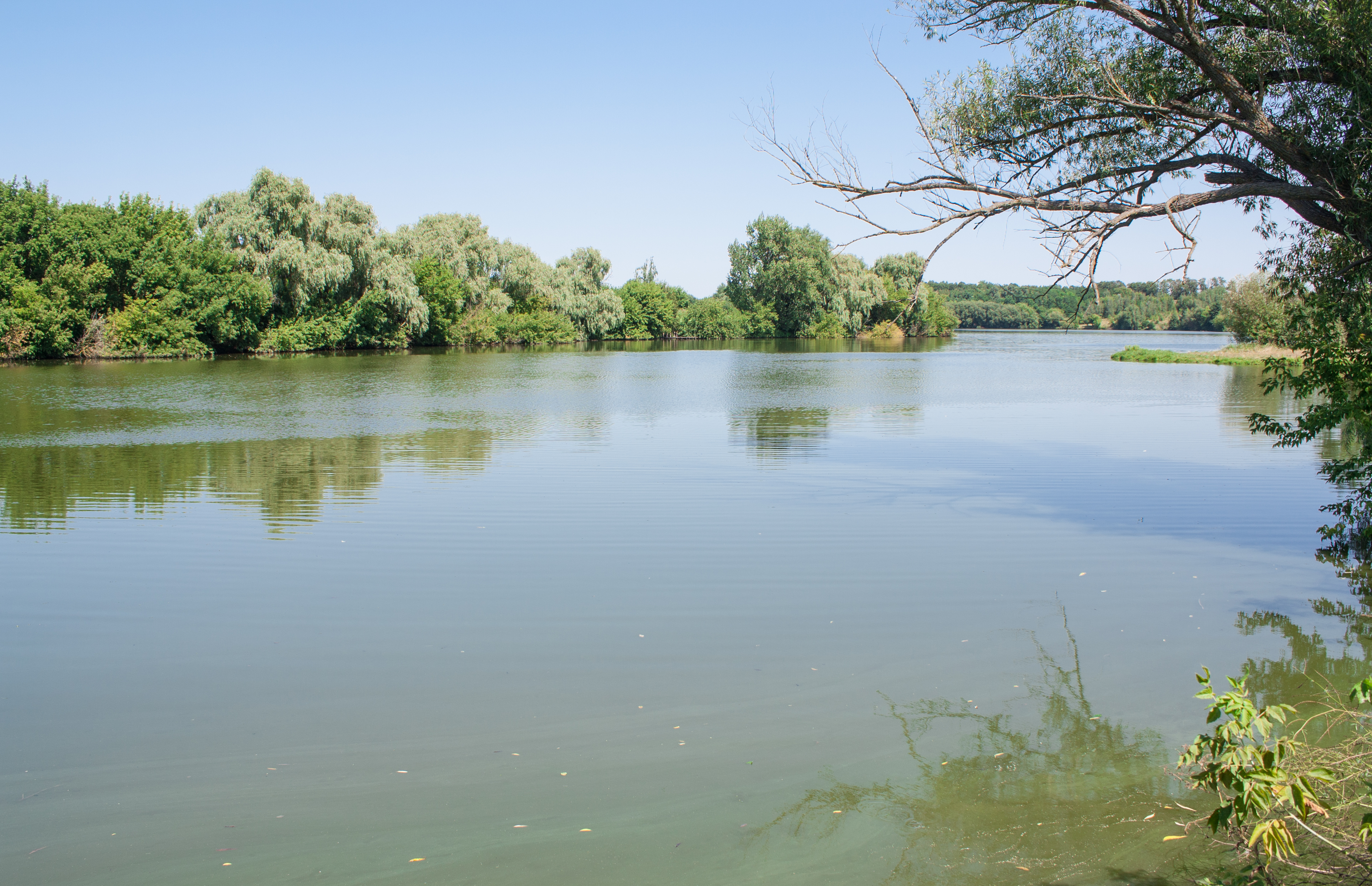
Ставок на річці Злодіївка
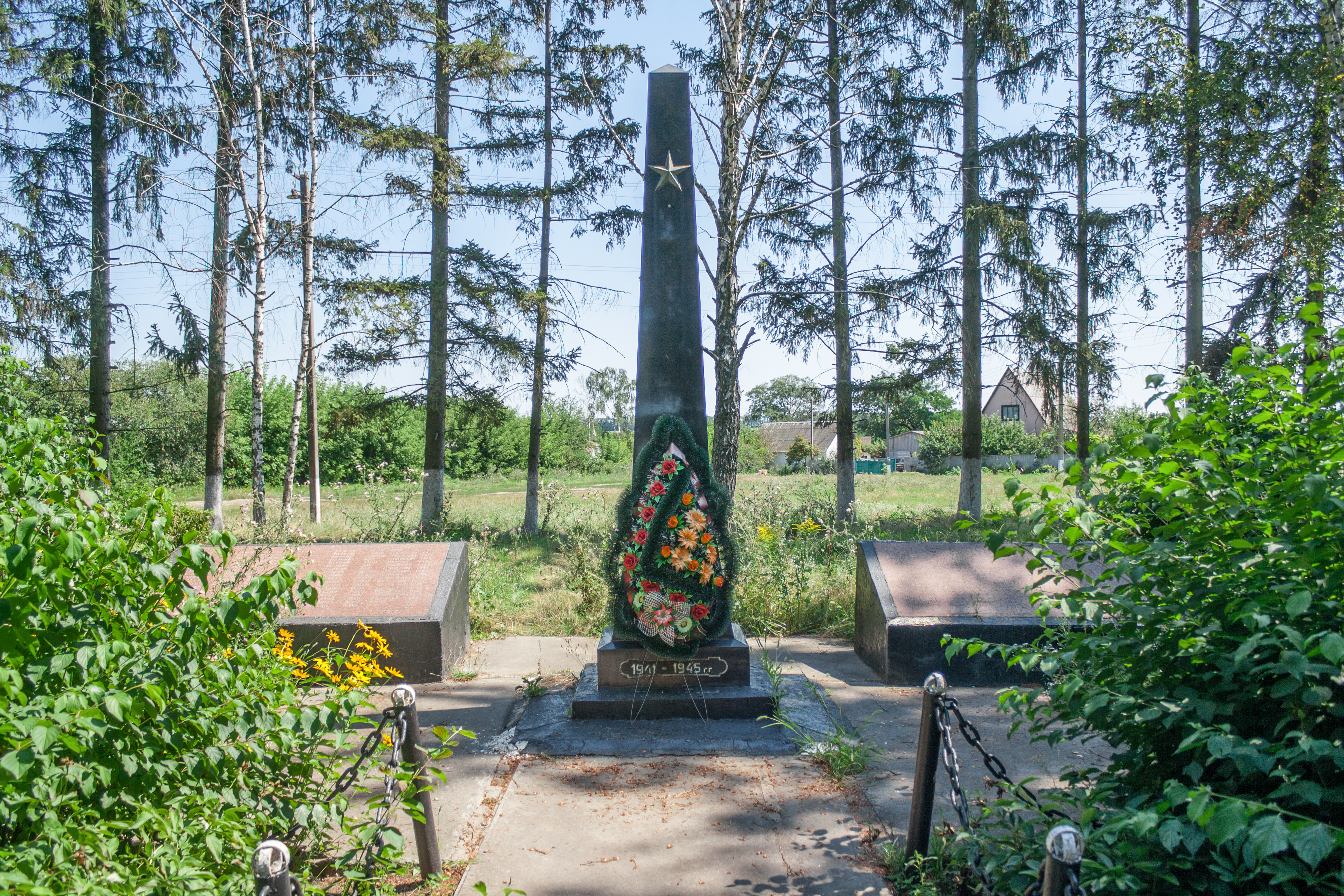
Пам'ятник воїнам-односельцям